# Anchietea ferrucciae
Anchietea ferrucciae är en violväxtart som beskrevs av Paula-souza och Zmarzty. Anchietea ferrucciae ingår i släktet Anchietea och familjen violväxter. Inga underarter finns listade i Catalogue of Life.